# Tom Dumont
Tom Dumont (ur. 11 stycznia 1968 w Los Angeles) – gitarzysta w amerykańskim zespole No Doubt.